# レトリバー

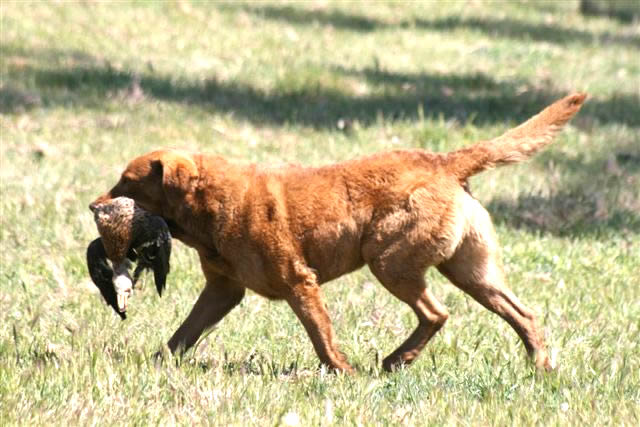
鶏を捕らえたチェサピーク・ベイ・レトリーバー

レトリバー(英語: Retriever)またはレトリーバーは、獲物の回収が巧みな猟犬の一品種である。特に水鳥猟の狩猟犬として活躍してきた犬種である。ほぼ無傷で獲物を捕らえることができる「軟らかい」口を持っており、険しい道での移動や水中での狩猟を行うように運動神経に優れており、性格は知性的で聞き分けがよく、機敏で、優しい気質を持っている。

## レトリバーの品種
- フラットコーテッド・レトリーバー
- ゴールデン・レトリバー
- ラブラドール・レトリバー
- ノヴァ・スコシア・ダック・トーリング・レトリーバー
- カーリーコーテッド・レトリーバー
- チェサピーク・ベイ・レトリーバー
- セント・ジョンズ・ウォーター・ドッグ